# Shake a Tail Feather
«Shake a Tail Feather» es una canción originalmente grabada en 1963 por el grupo de Chicago The Five Du-Tones. Una versión de 1967 por James & Bobby Purify alcanzó el puesto nº25 en listas.

## Versiones
"Shake a Tail Feather" fue grabada por muchos artistas al pasar de los años, la más notable fue la versión de Ray Charles, quien presentó la canción (como 'Shake a Tailfeather') durante su escena en el film de 1980 The Blues Brothers.
También se incluye versionada en la canción Hanson's de 1998 en la liberación de Live from Albertane.
Otros notables artistas que han grabado la canción incluyen a Ike y Tina Turner, Mitch Ryder, Gerry, The Pacemakers, Tommy James y The Shondells.

## Versión de The Cheetah Girls
Shake a Tail Feather fue versionada por The Cheetah Girls para la banda sonora de la película de Disney Channel, Chicken Little.

### Vídeo musical
Para la promoción de la canción The Cheetah Girls grabaron un vídeo musical en el cual cantan a la cámara con un fondo de cielo, como en la película, con cortes en donde salen los personajes principales bailando. El video hizo su debut unas semanas antes del estreno de la película.